# Colleen Townsend
Pour les articles homonymes, voir Townsend.
Colleen Lucille Townsend est une actrice américaine, née à Glendale, Californie, le 21 décembre 1928.

## Filmographie
- 1944 : Janie de Michael Curtiz : Hortense Bennett
- 1944 : Musical Movieland de LeRoy Prinz : Guide touristique
- 1944 : The Very Thought of You de Delmer Daves : Jeune fiancée
- 1945 : Pillow to Post de Vincent Sherman : Fille de Wac
- 1945 : Sing Your Way Home d'Anthony Mann : Une fille
- 1948 : Bagarre pour une blonde (Scudda Hoo! Scudda Hay!) de F. Hugh Herbert : Fille sortant de la Messe
- 1948 : The Walls of Jericho de John M. Stahl : Marjorie Ransome
- 1949 : Le Débrouillard (Chicken Every Sunday) de George Seaton : Rosemary Hefferan
- 1950 : Planqué malgré lui (When Willie Comes Marching Home) de John Ford : Marjorie 'Marge' Fettles
- 1950 : Again... Pioneers de William Beaudine : Sallie Keeler
- 1953 : Oiltown, U.S.A de Dick Ross
- 1955 : Souls in Conflict de Leonard Reeve